# 2025-ös NBA-draft
A 2025-ös NBA-draft a National Basketball Association 79. játékosbörzéje, amelyben az Egyesült Államok amatőr egyetemi játékosait választják, nemzetközi játékosokkal kiegészítve.
A draft első fordulójára 2025. június 25-én, míg a második fordulóra június 26-án kerül sor. Mindkét fordulót a New York állambeli Brooklynban található Barclays Centerben rendezték. A második körös választások közötti idő is négy perc, ez változás az előző évi drafthoz képest történt.
Az első helyen a Dallas Mavericks Cooper Flagget választotta a Duke Egyetemről. A Mavericks a lottót 1,8%-os eséllyel nyerte meg, egy pénzfeldobásnak köszönhetően a Chicago Bulls ellen. A 16. helyen a Memphis Grizzlies Jang Hanszent választotta ki, amelyet a draftok történetének egyik legnagyobb meglepetésének tekintenek, hiszen Hanszen szerződtetését a draft előtt a második kör második felére jósolták.

## Választások
| PG | irányító | SG | dobóhátvéd | SF | alacsonybedobó | PF | erőcsatár | C | center |

| # | Soha nem lépett pályára az NBA-ben |
| ~ | Megnyerte Az év újonca díjat       |

| Ford. | Választás                                                            | Játékos                                                              | Po.                                                                  | Nemzetiség                                                           | Csapat                                                                                       | Iskola/Csapat                                                        |
| ----- | -------------------------------------------------------------------- | -------------------------------------------------------------------- | -------------------------------------------------------------------- | -------------------------------------------------------------------- | -------------------------------------------------------------------------------------------- | -------------------------------------------------------------------- |
| 1     | 1                                                                    | Cooper Flagg                                                         | SG/SF                                                                | Egyesült Államok                                                     | Dallas Mavericks                                                                             | Duke                                                                 |
| 1     | 2                                                                    | Dylan Harper                                                         | SG/PG                                                                | Egyesült Államok                                                     | San Antonio Spurs                                                                            | Rutgers                                                              |
| 1     | 3                                                                    | V. J. Edgecombe                                                      | SG                                                                   | Bahama-szigetek                                                      | Philadelphia 76ers                                                                           | Baylor                                                               |
| 1     | 4                                                                    | Kon Knueppel                                                         | SF                                                                   | Egyesült Államok                                                     | Charlotte Hornets                                                                            | Duke                                                                 |
| 1     | 5                                                                    | Ace Bailey                                                           | SF                                                                   | Egyesült Államok                                                     | Utah Jazz                                                                                    | Rutgers                                                              |
| 1     | 6                                                                    | Tre Johnson                                                          | SG                                                                   | Egyesült Államok                                                     | Washington Wizards                                                                           | Texas                                                                |
| 1     | 7                                                                    | Jeremiah Fears                                                       | PG                                                                   | Egyesült Államok                                                     | New Orleans Pelicans                                                                         | Oklahoma                                                             |
| 1     | 8                                                                    | Jegor Gyemin                                                         | PG                                                                   | Oroszország                                                          | Brooklyn Nets                                                                                | BYU                                                                  |
| 1     | 9                                                                    | Collin Murray-Boyles                                                 | PF                                                                   | Egyesült Államok                                                     | Toronto Raptors                                                                              | Dél-Karolina                                                         |
| 1     | 10                                                                   | Khaman Maluach                                                       | C                                                                    | Dél-Szudán                                                           | Houston Rockets (Phoenixből, Brooklynon keresztül)                                           | Duke                                                                 |
| 1     | 11                                                                   | Cedric Coward                                                        | SF                                                                   | Egyesült Államok                                                     | Portland Trail Blazers (Memphisbe küldve)                                                    | Washington State                                                     |
| 1     | 12                                                                   | Noa Essengue                                                         | PF                                                                   | Franciaország                                                        | Chicago Bulls                                                                                | Ratiopharm Ulm                                                       |
| 1     | 13                                                                   | Derik Queen                                                          | C                                                                    | Egyesült Államok                                                     | Atlanta Hawks (Sacramentóból, New Orleans-be küldve)                                         | Maryland                                                             |
| 1     | 14                                                                   | Carter Bryant                                                        | SF                                                                   | Egyesült Államok                                                     | San Antonio Spurs (Atlantából)                                                               | Arizona                                                              |
| 1     | 15                                                                   | Thomas Sorber                                                        | C                                                                    | Egyesült Államok                                                     | Oklahoma City Thunder (Miamiból, a Clippersszen keresztül)                                   | Georgetown                                                           |
| 1     | 16                                                                   | Jang Hanszen                                                         | C                                                                    | Kína                                                                 | Memphis Grizzlies (Orlandóból, Portlandbe küldve)                                            | Csingtao Eagles                                                      |
| 1     | 17                                                                   | Joan Beringer                                                        | C                                                                    | Franciaország                                                        | Minnesota Timberwolves (Detroittól, New Yorkon, Oklahoma Cityn és Houstonon keresztül)       | Cedevita Olimpija                                                    |
| 1     | 18                                                                   | Walter Clayton Jr.                                                   | PG                                                                   | Egyesült Államok                                                     | Washington Wizards (Memphisből)                                                              | Florida                                                              |
| 1     | 19                                                                   | Nolan Traoré                                                         | PG                                                                   | Franciaország                                                        | Brooklyn Nets (Milwaukee-tól, New Yorkon, Detroiton, Portlanden és New Orleans-en keresztül) | Saint-Quentin                                                        |
| 1     | 20                                                                   | Kasparas Jakučionis                                                  | PG                                                                   | Litvánia                                                             | Miami Heat (Golden State-ből)                                                                | Illinois                                                             |
| 1     | 21                                                                   | Will Riley                                                           | SF                                                                   | Kanada                                                               | Utah Jazz (Minnesotából)                                                                     | Illinois                                                             |
| 1     | 22                                                                   | Drake Powell                                                         | SG                                                                   | Egyesült Államok                                                     | Atlanta Hawks (a Lakerstől, New Orleanson keresztül)                                         | Észak-Karolina                                                       |
| 1     | 23                                                                   | Asa Newell                                                           | PF                                                                   | Egyesült Államok                                                     | New Orleans Pelicans (Indianából, Atlantába küldve)                                          | Georgia                                                              |
| 1     | 24                                                                   | Nique Clifford                                                       | SG                                                                   | Egyesült Államok                                                     | Oklahoma City Thunder (a Clipperstől, Sacramentóba küldve)                                   | Colorado State                                                       |
| 1     | 25                                                                   | Jase Richardson                                                      | SG                                                                   | Egyesült Államok                                                     | Orlando Magic (Denverből)                                                                    | Michigan State                                                       |
| 1     | 26                                                                   | Ben Saraf                                                            | SG                                                                   | Izrael                                                               | Brooklyn Nets (New Yorkból)                                                                  | Ratiopharm Ulm                                                       |
| 1     | 27                                                                   | Danny Wolf                                                           | PF                                                                   | Izrael                                                               | Brooklyn Nets (Houstonból)                                                                   | Michigan                                                             |
| 1     | 28                                                                   | Hugo González                                                        | SF                                                                   | Spanyolország                                                        | Boston Celtics                                                                               | Real Madrid                                                          |
| 1     | 29                                                                   | Liam McNeeley                                                        | SF                                                                   | Egyesült Államok                                                     | Phoenix Suns (Clevelandből, Utah-n keresztül)                                                | UConn                                                                |
| 1     | 30                                                                   | Yanic Konan Niederhauser                                             | C                                                                    | Svájc                                                                | Los Angeles Clippers (Oklahoma Cityből)                                                      | Penn State                                                           |
| 2     | 31                                                                   |                                                                      |                                                                      |                                                                      | Minnesota Timberwolves (Utah-ból)                                                            |                                                                      |
| 2     | 32                                                                   |                                                                      |                                                                      |                                                                      | Boston Celtics (Washingtonból)                                                               |                                                                      |
| 2     | 33                                                                   |                                                                      |                                                                      |                                                                      | Charlotte Hornets                                                                            |                                                                      |
| 2     | 34                                                                   |                                                                      |                                                                      |                                                                      | Charlotte Hornets (New Orleans-től, San Antonión, Phoenixen és Memphisen keresztül)          |                                                                      |
| 2     | 35                                                                   |                                                                      |                                                                      |                                                                      | Philadelphia 76ers                                                                           |                                                                      |
| 2     | 36                                                                   |                                                                      |                                                                      |                                                                      | Brooklyn Nets                                                                                |                                                                      |
| 2     | 37                                                                   |                                                                      |                                                                      |                                                                      | Detroit Pistons (Toronto-tól, Dallason és San Antonión keresztül)                            |                                                                      |
| 2     | 38                                                                   |                                                                      |                                                                      |                                                                      | San Antonio Spurs                                                                            |                                                                      |
| 2     | 39/40                                                                |                                                                      |                                                                      |                                                                      | Toronto Raptors (Portlandtől, Sacramentón keresztül)                                         |                                                                      |
| 2     | 39/40                                                                |                                                                      |                                                                      |                                                                      | Washington Wizards (Phoenixből)                                                              |                                                                      |
| 2     | 41                                                                   |                                                                      |                                                                      |                                                                      | Golden State Warriors (Miamiból,Brooklynon és Indianán keresztül)                            |                                                                      |
| 2     | 42/43                                                                |                                                                      |                                                                      |                                                                      | Sacramento Kings (Chicagóból, San Antonión keresztül)                                        |                                                                      |
| 2     | 42/43                                                                |                                                                      |                                                                      |                                                                      | Utah Jazz (Dallasból)                                                                        |                                                                      |
| 2     | 44/45                                                                |                                                                      |                                                                      |                                                                      | Oklahoma City Thunder (Atlanta-ból)                                                          |                                                                      |
| 2     | 44/45                                                                |                                                                      |                                                                      |                                                                      | Chicago Bulls (Sacramento-ból)                                                               |                                                                      |
| 2     | 46                                                                   |                                                                      |                                                                      |                                                                      | Orlando Magic                                                                                |                                                                      |
| 2     | 47                                                                   |                                                                      |                                                                      |                                                                      | Milwaukee Bucks (Detroitból)                                                                 |                                                                      |
| 2     | 48                                                                   |                                                                      |                                                                      |                                                                      | Memphis Grizzlies (Golden State-ből)                                                         |                                                                      |
| 2     | 49                                                                   |                                                                      |                                                                      |                                                                      | Cleveland Cavaliers (Milwaukee-ból)                                                          |                                                                      |
| 2     | 50                                                                   |                                                                      |                                                                      |                                                                      | New York Knicks (Memphisből, Oklahoma City-n és Bostonon keresztül)                          |                                                                      |
| 2     | 51                                                                   |                                                                      |                                                                      |                                                                      | Los Angeles Clippers (Minnesotából, Atlantán és Houstonon keresztül)                         |                                                                      |
| 2     | 52                                                                   |                                                                      |                                                                      |                                                                      | Phoenix Suns (Denverből)                                                                     |                                                                      |
| 2     | 53                                                                   |                                                                      |                                                                      |                                                                      | Utah Jazz (Clippers-től, Lakersön keresztül)                                                 |                                                                      |
| 2     | 54                                                                   |                                                                      |                                                                      |                                                                      | Indiana Pacers                                                                               |                                                                      |
| 2     | 55                                                                   |                                                                      |                                                                      |                                                                      | Los Angeles Lakers                                                                           |                                                                      |
| 2     | New York Knicks (szabálysértések miatt megfosztva választási jogtól) | New York Knicks (szabálysértések miatt megfosztva választási jogtól) | New York Knicks (szabálysértések miatt megfosztva választási jogtól) | New York Knicks (szabálysértések miatt megfosztva választási jogtól) | New York Knicks (szabálysértések miatt megfosztva választási jogtól)                         | New York Knicks (szabálysértések miatt megfosztva választási jogtól) |
| 2     | 56                                                                   |                                                                      |                                                                      |                                                                      | Memphis Grizzlies (Houstonból)                                                               |                                                                      |
| 2     | 57                                                                   |                                                                      |                                                                      |                                                                      | Orlando Magic (Bostonból)                                                                    |                                                                      |
| 2     | 58                                                                   |                                                                      |                                                                      |                                                                      | Cleveland Cavaliers                                                                          |                                                                      |
| 2     | 59                                                                   |                                                                      |                                                                      |                                                                      | Houston Rockets (Oklahoma City-től, Atlantán keresztül)                                      |                                                                      |

## Draft lottó
|  | Valós lottóeredmény |

| Csapat                            | 2024–25 | Esélyek | Helyezés valószínűsége | Helyezés valószínűsége | Helyezés valószínűsége | Helyezés valószínűsége | Helyezés valószínűsége | Helyezés valószínűsége | Helyezés valószínűsége | Helyezés valószínűsége | Helyezés valószínűsége | Helyezés valószínűsége | Helyezés valószínűsége | Helyezés valószínűsége | Helyezés valószínűsége | Helyezés valószínűsége |
| Csapat                            | 2024–25 | Esélyek | 1.                     | 2.                     | 3.                     | 4.                     | 5.                     | 6.                     | 7.                     | 8.                     | 9.                     | 10.                    | 11.                    | 12.                    | 13.                    | 14.                    |
| --------------------------------- | ------- | ------- | ---------------------- | ---------------------- | ---------------------- | ---------------------- | ---------------------- | ---------------------- | ---------------------- | ---------------------- | ---------------------- | ---------------------- | ---------------------- | ---------------------- | ---------------------- | ---------------------- |
| Utah Jazz                         | 17–65   | 140     | 14.0%                  | 13.4%                  | 12.7%                  | 12.0%                  | 47.9%                  | –                      | –                      | –                      | –                      | –                      | –                      | –                      | –                      | –                      |
| Washington Wizards                | 18–64   | 140     | 14.0%                  | 13.4%                  | 12.7%                  | 12.0%                  | 27.8%                  | 20.0%                  | –                      | –                      | –                      | –                      | –                      | –                      | –                      | –                      |
| Charlotte Hornets                 | 19–63   | 140     | 14.0%                  | 13.4%                  | 12.7%                  | 12.0%                  | 14.8%                  | 26.0%                  | 7.0%                   | –                      | –                      | –                      | –                      | –                      | –                      | –                      |
| New Orleans Pelicans              | 21–61   | 125     | 12.5%                  | 12.2%                  | 11.9%                  | 11.5%                  | 7.2%                   | 25.7%                  | 16.8%                  | 2.2%                   | –                      | –                      | –                      | –                      | –                      | –                      |
| Philadelphia 76ers                | 24–58   | 105     | 10.5%                  | 10.5%                  | 10.6%                  | 10.5%                  | 2.2%                   | 19.6%                  | 26.7%                  | 8.7%                   | 0.6%                   | –                      | –                      | –                      | –                      | –                      |
| Brooklyn Nets                     | 26–56   | 90      | 9.0%                   | 9.2%                   | 9.4%                   | 9.6%                   | –                      | 8.6%                   | 29.7%                  | 20.6%                  | 3.7%                   | 0.2%                   | –                      | –                      | –                      | –                      |
| Toronto Raptors                   | 30–52   | 75      | 7.5%                   | 7.8%                   | 8.1%                   | 8.5%                   | –                      | –                      | 19.7%                  | 34.1%                  | 12.9%                  | 1.3%                   | <0.1%                  | –                      | –                      | –                      |
| San Antonio Spurs                 | 34–48   | 60      | 6.0%                   | 6.3%                   | 6.7%                   | 7.2%                   | –                      | –                      | –                      | 34.5%                  | 32.0%                  | 6.8%                   | 0.4%                   | <0.1%                  | –                      | –                      |
| Phoenix Suns (Houston kapta)      | 36–46   | 38      | 3.8%                   | 4.1%                   | 4.5%                   | 4.9%                   | –                      | –                      | –                      | –                      | 50.7%                  | 28.3%                  | 3.5%                   | 0.1%                   | <0.1%                  | –                      |
| Portland Trail Blazers            | 36–46   | 37      | 3.7%                   | 4.0%                   | 4.4%                   | 4.8%                   | –                      | –                      | –                      | –                      | –                      | 63.4%                  | 18.5%                  | 1.2%                   | <0.1%                  | <0.1%                  |
| Dallas Mavericks                  | 39–43   | 18      | 1.8%                   | 2.0%                   | 2.2%                   | 2.5%                   | –                      | –                      | –                      | –                      | –                      | –                      | 77.6%                  | 13.5%                  | 0.5%                   | <0.1%                  |
| Chicago Bulls                     | 39–43   | 17      | 1.7%                   | 1.9%                   | 2.1%                   | 2.4%                   | –                      | –                      | –                      | –                      | –                      | –                      | –                      | 85.2%                  | 6.6%                   | 0.1%                   |
| Sacramento Kings (Atlanta kapta)  | 40–42   | 8       | 0.8%                   | 0.9%                   | 1.0%                   | 1.1%                   | –                      | –                      | –                      | –                      | –                      | –                      | –                      | –                      | 92.9%                  | 3.3%                   |
| Atlanta Hawks (San Antonio kapta) | 40–42   | 7       | 0.7%                   | 0.8%                   | 0.9%                   | 1.0%                   | –                      | –                      | –                      | –                      | –                      | –                      | –                      | –                      | –                      | 96.6%                  |